# Johan Galtung
Johan Galtung (Oslo, 24 ottobre 1930 – Bærum, 17 febbraio 2024) è stato un sociologo e matematico norvegese, fondatore nel 1959 del Peace Research Institute Oslo (PRIO), nel 1964 del Journal of peace research e direttore della rete "Transcend International: A peace and development network" per la risoluzione dei conflitti. L'operato di questo istituto è finalizzato a promuovere la composizione pacifica delle controversie internazionali.

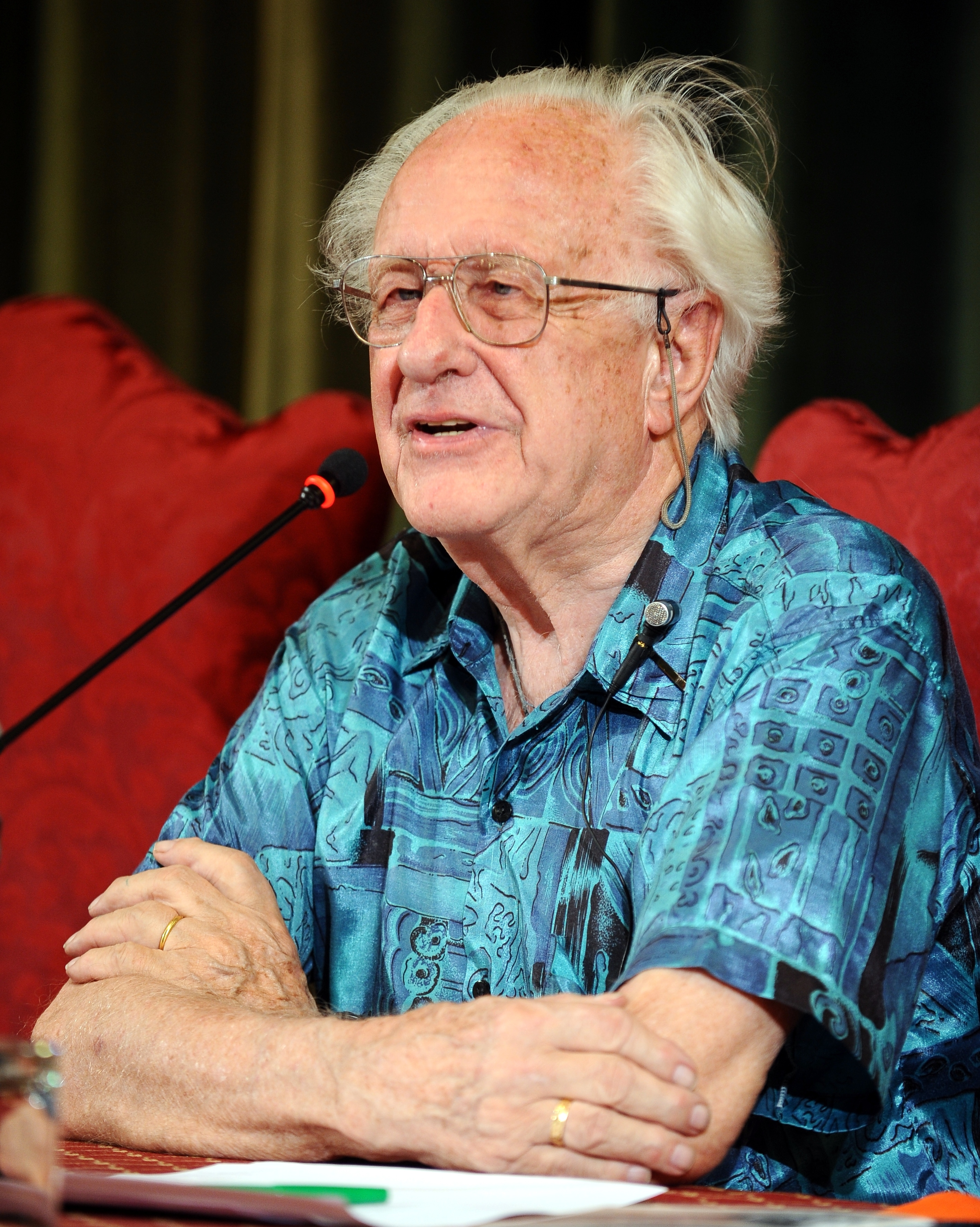
Johan Galtung al Festival dell'Economia di Trento nel 2012.

Fu uno dei padri della peace research (o peace studies). Le sue opere ammontano a oltre 160 libri e più di 1600 articoli accademici. Le istituzioni internazionali si sono spesso rivolte a lui per consulenze tecniche in fatto di mediazioni di conflitti. Nel corso della sua carriera, iniziata nel 1957, mediò oltre 150 conflitti tra stati, nazioni, religioni, civiltà, comunità e individui. Inoltre, ricevette oltre una dozzina di lauree ad honorem e numerose altre onorificenze, come il Right Livelihood Award (anche conosciuto come il Premio Nobel Alternativo per la Pace), il Norwegian Humanist Prize, il Socrates Price for Adult Education, il Bajaj International Award for Promoting Gandhian Values e l'Alo'ha International Award.
Il 3 dicembre 2016 ricevette al Carter Center, il Premio per il Miglioramento del Mondo Claes Nobel, istituito dal The National Society of High School Scholars.

## Biografia

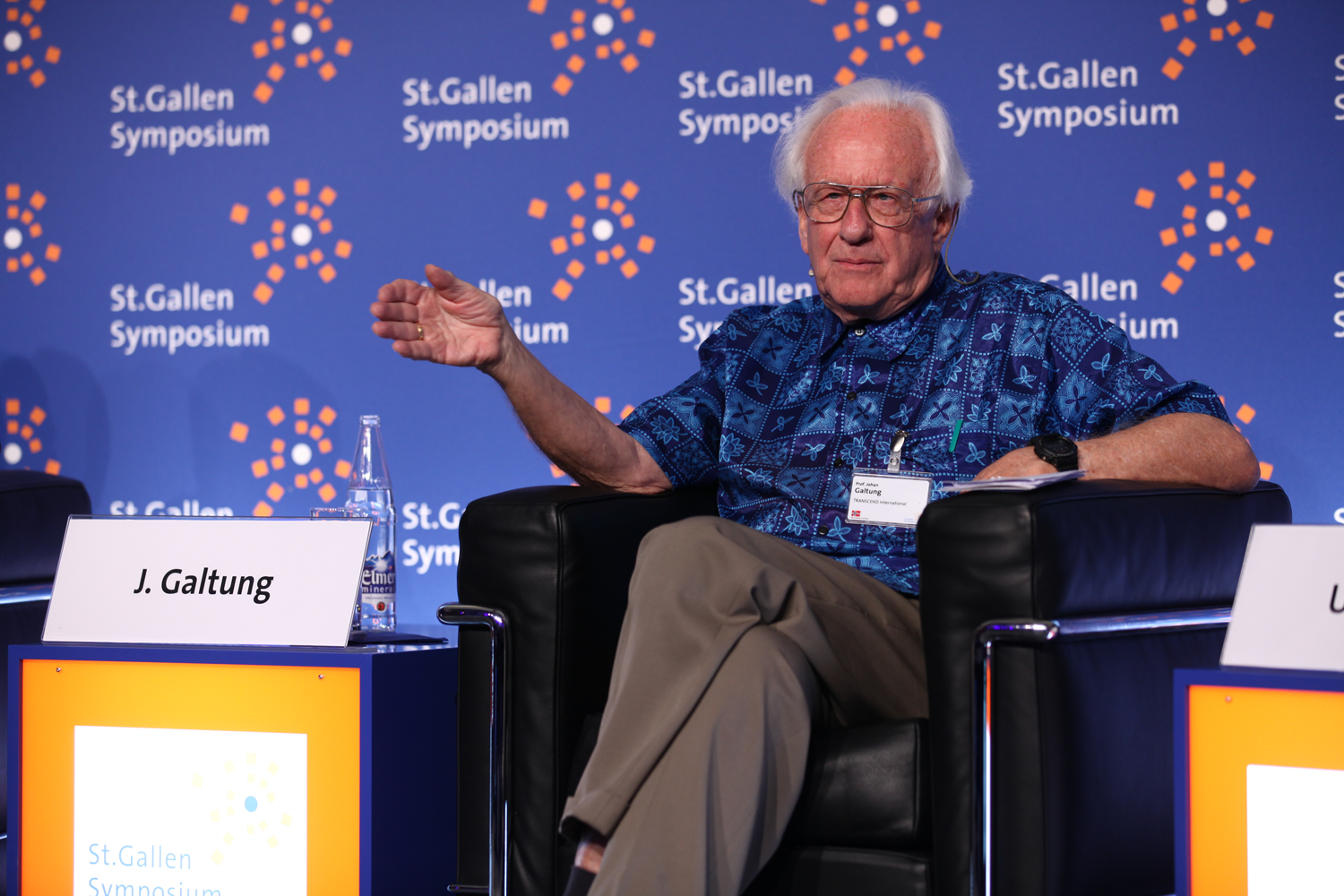
Johan Galtung nel 2011 al 41° "St. Gallen Symposium" presso l'Università di San Gallo.

Figlio di un medico e di un'infermiera, Galtung dichiarò in un'intervista «La mia intera famiglia era dedita alla cura della malattia. Ciò mi ha educato alla credenza ottimistica che ogni problema può essere risolto».
Dopo aver conseguito un dottorato di ricerca (PhD) in Matematica nel 1956 presso l'Università di Oslo, l'anno successivo completò gli studi ottenendo un secondo dottorato di ricerca in Sociologia. In seguito, approfondì particolarmente le sue conoscenze riguardanti la guerra e la violenza.
Negli anni 60, Galtung fu il protagonista della fondazione della corrente europea della Peace Research, facilitata anche dalla vivacità dei movimenti sociali e dei dibattiti universitari del tempo. L'innovazione fondamentale apportata da Galtung alle scienze umane consistette nella ridefinizione del concetto di pace come assenza di violenza strutturale, ossia come realizzazione di tutte le potenzialità umane (economiche, sociali e ambientali).
A causa della sua adesione agli ideali pacifisti, che lo portò a definirsi obiettore di coscienza, a 24 anni Galtung fu tratto in arresto e condannato a scontare 6 mesi in Norvegia per renitenza alla leva militare. In carcere Galtung scrisse la sua prima opera, "Gandhi's Political Ethics" (pubblicata nel 1955), insieme al suo mentore Arne Næss.
Nel 1968, durante una conferenza nella Germania dell'est, criticò l'intervento militare del Patto di Varsavia a Praga avvenuto nella primavera dello stesso anno, provocando la reazione degli addetti alla sicurezza che gli impedirono di concludere l'intervento.
Galtung lasciò il PRIO nel 1969 per diventare professore titolare della cattedra di "Studi sulla Pace e sui Conflitti" presso l'Università di Oslo, mantenendo legami solo informali con l'istituto, garantendogli così piena autonomia operativa. Negli ultimi decenni Galtung ebbe contatti limitati con il PRIO, non ricoprendo alcun ruolo o carica all'interno dell'organizzazione. Nel 1993 fondò assieme alla collega Fumiko Nishimura la rete per la mediazione dei conflitti Transcend. Dal 1974 al 1977 fu presidente della World Futures Studies Federation. Ricoprì inoltre la carica di presidente del "Galtung-Institut for Peace Theory & Peace Practice".
Il suo ruolo di consulente in situazioni di conflitto portò spesso a risultati concreti. Un dissidio relativo alla linea di frontiera fra Perù ed Ecuador fu risolto da Galtung negli anni 90 attraverso la proposta della formula area binazionale, parco naturale accettata da entrambe le parti.
Nel 2007 aderì al comitato scientifico della Rivista italiana di conflittologia.

## Teoria
La teoria elaborata da Galtung sulla pace e la nonviolenza si ispira a Gandhi e al buddhismo, il quale sarebbe, secondo il sociologo norvegese, l'unica religione in grado di spiegare pienamente l'essenza della pace.
Il principale contributo dell'autore alla Peace Research è la definizione positiva del concetto di pace. Criticando la definizione negativa (pace come assenza di guerra e di violenza fisica) proposta da Boulding nel 1957, Galtung definì la pace come assenza di violenza strutturale. Poiché la violenza strutturale si verifica quando le effettive realizzazioni umane restano al di sotto delle realizzazioni potenziali, la pace è la realizzazione, da parte dell'essere umano, di tutte le sue potenzialità economiche, sociali e ambientali. In questa definizione rientrano anche i casi in cui non esiste un soggetto promotore della violenza diretta, ad esempio in molti Stati africani le aspettative di vita sono basse senza che nessun agente utilizzi intenzionalmente la forza. Va, tuttavia, rilevato che alcuni studiosi appartenenti alla corrente razionalista hanno ravvisato in questa definizione il difetto metodologico del conceptual stretching.
Galtung teorizzò la suddivisione della mediazione in tre fasi: «In primo luogo identificare i partecipanti, fare una ricognizione dei loro obiettivi, e trovare le loro contraddizioni; in secondo luogo distinguere fra obiettivi legittimi e illegittimi; infine costruire ponti fra rispettive posizioni legittime». Il concetto guida della mediazione dovrebbe essere quello della costruzione di "ponti". La mediazione ha il ruolo di far emergere nuove possibilità di soluzione in grado di realizzare i fini di tutti gli attori del conflitto, evidenziando come la situazione non rappresenti necessariamente un gioco a somma zero.
Tra i contributi teorici di Galtung allo studio delle relazioni internazionali vi è anche la nozione di "guerra del semaforo", da lui introdotta per la prima volta in ambito accademico. La prassi del semaforo, individuata da Galtung nel 1988, era una conseguenza della contrapposizione bipolare USA - URSS. In questo periodo le tensioni tra i due blocchi provocavano guerre convenzionali nel terzo mondo, combattute da tre attori: i due attori locali direttamente coinvolti e una delle due grandi potenze (mai entrambe). Esempi di questo concetto sono la Guerra del Vietnam e Guerra in Afghanistan (1979-1989).

## Il metodoTranscend
Il metodo Transcend, frutto degli studi ed esperienze di Galtung, si propone come percorso per la risoluzione dei conflitti con mezzi pacifici.
Le premesse a questo metodo sono state attinte dalle religioni induista, buddista, cristiana, taoista, islamica, ebraica.
Il manuale per mediatori è schematizzato nei seguenti 10 punti:
1) Gli operatori vengono presentati, coi relativi profili personali e sociali e si esplorano le relazioni con le parti in conflitto.
2) Segue un dialogo preliminare. Il dialogo è lo strumento operativo principale degli operatori.
3) Presentazione del conflitto, esplorandone i concetti teorici fondamentali, cioè gli atteggiamenti, i comportamenti e le contraddizioni.
4) Tutto ciò viene posto in relazione con l'operatore, mediante i concetti della pratica del conflitto: l'empatia, la nonviolenza e la creatività.
5) Siccome la violenza è sempre possibile, vengono esaminati i concetti fondamentali della teoria della violenza: violenza diretta, strutturale e culturale.
6) Questi concetti vengono ricollegati al lavoro dell'operatore nel Modulo dedicato alla pratica della violenza, nel quale vengono introdotti i concetti di diagnosi, prognosi e allarme precoce.
7) Per prevenire la violenza e sviluppare il potenziale creativo di un conflitto ci deve essere una trasformazione, il cui significato viene quindi esplorato.
8) Per raggiungerla, l'operatore avvia un dialogo di pace ben articolato, che include una socioanalisi.
9) Lo scopo di tutto l'esercizio – la trasformazione del conflitto – viene esplorato a livello globale, sociale e personale.
10) Per ottenere la trasformazione del conflitto in pace è necessario introdurre delle misure educative nel contesto.

## Opere
Elenco delle opere di J. Galtung pubblicate in italiano:
- Imperialismo e rivoluzioni. Una teoria strutturale, Torino, Rosenberg & Sellier, 1977.
- Ambiente, sviluppo e attività militare, Torino, Edizioni Gruppo Abele (EGA), 1982.
- I blu e i rossi, i verdi e i bruni. Un contributo critico alla nascita di una cultura verde, Torino, Centro Studi e Documentazione “Domenico Sereno Regis”, 1985, poi in IPRI, "I movimenti per la pace. Le ragioni e il futuro", vol. I, Torino, EGA, 1986.
- Ci sono alternative! Quattro strade per la sicurezza, Torino, EGA, 1986.
- Gandhi oggi, Torino, EGA, 1987.
- Palestina-Israele. Una soluzione nonviolenta?, Torino, Edizioni Sonda, 1989.
- Il movimento per la pace: un'analisi struttural-funzionale, in IPRI, "I movimenti per la pace. Una prospettiva mondiale", vol. III, Torino, EGA Editore, 1986.
- Buddismo. Una via per la pace, Torino, EGA, 1994.
- Storia dell'idea di pace, Torino, Pangea, 1995.
- Scegliere la pace. Un dialogo tra Johan Galtung e Daisaku Ikeda, Milano, Esperia, 1996.
- I diritti umani in un'altra chiave, Milano, Esperia, 1997.
- I diritti umani, occidentali, universali, in "Educare alla pace", Milano, Esperia, 1998.
- Lo stato nazionale e la cittadinanza: e la cittadinanza globale? lo sfondo culturale, politico e istituzionale, in "Educare alla pace", 1998.
- Pace con mezzi pacifici, Milano, Esperia, 2000.
- La trasformazione nonviolenta dei conflitti. Il metodo Transcend, Torino, EGA, 2000.
- 11 settembre 2001: diagnosi, prognosi e terapia, in “Quaderni Satyagraha” n. 1, Pisa, Centro Gandhi, 2002.
- Uscire dal circolo vizioso tra terrorismo e terrorismo di stato: alcune condizioni psicologiche, in “Quaderni Satyagraha” n. 2, Pisa, Centro Gandhi, 2002.
- Usa-Iraq: ci sono alternative e la resistenza è possibile!, in “Quaderni Satyagraha” n. 3, Pisa, Centro Gandhi, 2003.
- Johan Galtung, La Teoria del conflitto: contraddizioni – valori - interessi, in Rivista italiana di Conflittologia, aprile, 2007 - www.conflittologia.it
- Johan Galtung, Affrontare il conflitto, trascendere e trasformare, ed. Plus (Pisa university press), Pisa, 2008.